# Homocytheridea
Homocytheridea is een geslacht van uitgestorven kreeftachtigen uit de klasse van de Ostracoda (mosselkreeftjes).

## Soorten
- Homocytheridea constricta Brand, 1990 †
- Homocytheridea cylindrica Bate, 1963 †
- Homocytheridea ovalis (Terquem, 1885) Permyakova, 1978 †
- Homocytheridea posteriohumilis (Blaszyk, 1967) Brand, 1990 †
- Homocytheridea procera Brand, 1990 †
- Homocytheridea triangulata Brand, 1990 †